# Граудонис, Янис
Янис Яковлевич (Якубович) Граудонис (латыш. Jānis Graudonis; 27 августа 1913, Мадонский край — 6 февраля 2005) — советский и латвийский историк, археолог и общественный деятель. Профессор, хабилитированный доктор исторических наук. Почетный член Латвийской Академии наук. Офицер ордена Трёх звёзд. Лауреат Большой медали Академии наук Латвии (1993).

## Биография

### Ранние годы
Янис Граудонис родился 27 августа 1913 года в Лаздонской волости Венденского уезда в бедной семье баронских слуг Яниса и Карлины Граудонисов.
В 1922 году, после аграрной реформы в Латвии, родители Яниса, по его собственным словам, поднялись на одну ступеньку в социальной лестнице и стали арендаторами земли. Тогда мальчик пошёл в школу, сначала в Лаздоне, Саркани и с 1928 года в Мадоне. Когда он учился в 3 классе основной школы, уроки учителя истории Карчевского пробудили в нём интерес к этой науке.
Однако родители не хотели, чтобы Янис долго учился, им нужна была помощь по хозяйству, поэтому он остался в средней школе, стараясь заработать на жизнь самостоятельно. Работал на стройках, сплавлял плоты, разгружал вагоны.
В 1932 году он закончил Мадонскую среднюю школу и вынужден был вернуться в семью, которая при пожаре потеряла и урожай и пожитки. Отец после пережитого тяжело заболел, Янису пришлось взять на себя роль главы семьи, самостоятельно заключить с владельцем земли арендный договор и два года обрабатывать землю. Эти годы были такими тяжёлыми, что он поклялся больше никогда не заниматься крестьянским трудом.

### Педагог
В 1934 году Граудонис был призван в армию, а после службы продолжил обучение в Рижском педагогическом институте, который окончил в 1937 году. После окончания института работал учителем истории в нескольких школах Видземе: вначале в шестилетке в Туе, с 1939 года в Икшкиле. «Раньше учитель на селе — это было всё. На мои плечи легло не только образование детей — приходилось быть лектором на всех собраниями, руководить хором, ставить пьесы, а поскольку жена преподавала народные танцы, то еще и сопровождать их на пианино», — вспоминал он.

### Война
В начале Великой Отечественной войны Граудонис скрывался в лесу, а осенью переселился ближе к родным местам, подальше от больших событий. В 1943 году, когда начался призыв в Латышский легион, с помощью школьной инспекции Граудонис стал руководителем молодёжной организации волости и получил разрешение выехать в Германию. После возвращения он больше не жил в своей школе, а нашёл убежище в другой волости. В то время, по его словам, он связался с «национальным подпольем», которое на высшем уровне возглавлял Константин Чаксте, а на селе работала вторая подпольная сеть. Вместе с Граудонисом в число подпольщиков вошли волостной секретарь, староста и священник. С их помощью «ни один не ушёл служить в чужую армию добровольно», утверждал Граудонис.
Однако в 1944 году трое товарищей учителя выехали в Германию вместе с нацистами, а он остался один, получив от неизвестного оружие и патроны с наказом о том, что после войны союзники придут, как и в 1918 году, и возродят «нашу землю». Оружие учитель спрятал в школе, где разместился немецкий штаб, в перекрытии мансарды, однако получил другое от немцев. Когда Граудонис уже созрел, чтобы уйти в лесные братья, он решил навестить жену с детьми в родительском доме, а той же ночью Красная Армия совершила прорыв на Виеталву, оставив Граудониса в глубоком тылу.
Его младшего брата Арвида призвали в Красную Армию, а Янис продолжил учительствовать. В 1946 году просочилась информация о нём как националисте, и 31 августа его освободили от работы в школе, сделав при этом нейтральную запись в трудовой книжке. Тогда с заочного отделения Латвийского государственного университета, куда он поступил после освобождения Латвийской ССР, Граудонис перевёлся на очное.
В 1949 году окончил историко-филологический факультет Латвийского университета. Параллельно с учёбой с 1947 по 1949 год работал лаборантом археологического отдела Института истории Академии наук Латвийской ССР.
В 1949 году начал преподавать историю в Рижской средней школе № 1, куда его устроил директор Института истории, который в то время был также министром образования и с ним у Граудониса сложились хорошие отношения. В декабре 1951 года был уволен с работы — по его собственным словам, за то, что на открытом уроке рассказывал детям о провозглашении Латвийской республики в 1918 году.
Устроился нормировщиком на картонажную фабрику в Риге, затем стал начальником планового отдела. Работая на фабрике, поступил в аспирантуру сразу в Тартуском университете и в Ленинградском университете, на случай, если из одной отчислят. Сдал экзамены кандидатского минимума.
В 1955 году советская власть начала интересоваться, почему специалист с высшим педагогическим образованием не работает в школе. Он получил направление в Рижскую среднюю школу № 2 и проработал там 4 года, до 1958 года, когда перешёл на работу в Институт истории.

### Научная карьера
В 1958 году Граудонис стал одним из основателей Латвийского общества охраны природы и памятников, в чём ему помог тогдашний председатель президиума Верховного Совета Латвийской ССР Карлис Озолиньш, большой любитель природы.
1950 году поступил в аспирантуру Института археологии АН СССР в Москве.
В 1961 году Граудонис завершил работу над кандидатской диссертацией, однако её защита в Ленинградском университете состоялась только в 1963 году.
В 1966 году при раскопках могильника Кивты на острове Доле Граудонис и его коллеги сделали сенсационное во всесоюзном и европейском масштабе открытие: были обнаружены захоронения в дубовых гробах, возраст которых по углеродному анализу составлял 3200 лет. Были найдены обожжёные кирпичи и предметы, свидетельствующие о развитии металлообработки и торговли на этой территории в глубокой древности, до переноса этой деятельности ближе к устью Западной Двины, к Риге.

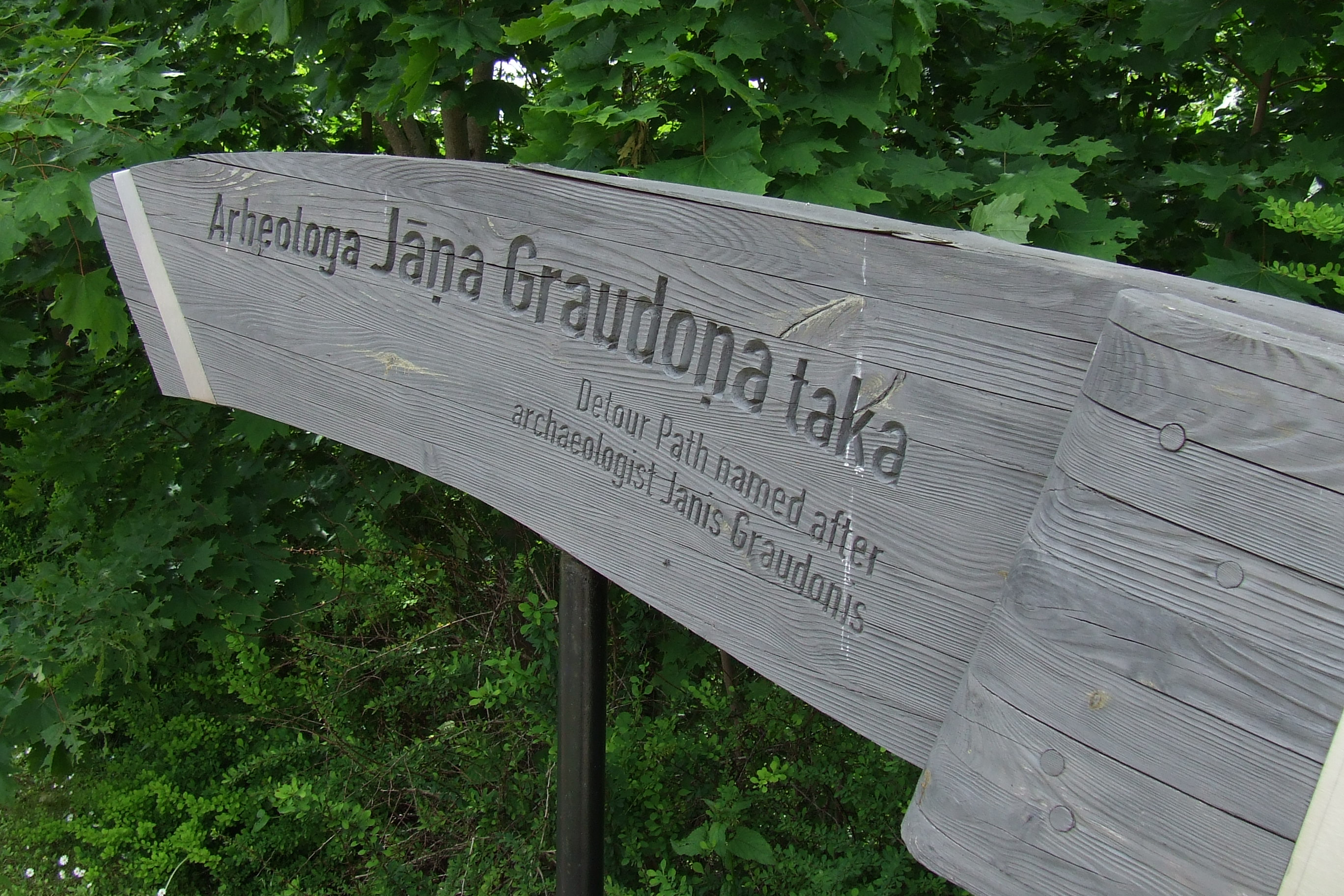
Указатель тропы, названной в честь Я. Граудониса, Турайдский замок.

С 1976 по 2003 год он руководил археологическими исследованиями Турайдского замка, восстановление которого началось в начале 1950-х годов, когда он был объявлен памятником культуры всесоюзного значения. Археологической экспедиции Института истории Академии наук Латвийской ССР под руководством Яниса Якубовича Граудониса помогали студенческие строительные отряды, школьники, местные жители.
В 1991 году выступил инициатором выпуска журнала Института истории.
С 1988 года в стране начались перемены, об этом периоде Граудонис написал, что добился «всего, что можно — я профессор, эмиритированный учёный, почётный член Академии наук, мне первому присуждена Большая медаль Академии. Я также стал офицером Ордена Трёх звёзд».
С 1993-го по 1998 год Граудонис был членом Учёного совета Академии наук.
С марта 1998 года на пенсии, но продолжал работать над историей Латвии до 1200 года, а также руководить раскопками в Турайдском замке.

## Работы
Опубликовал около 400 научных и научно-популярных статей, автор трех монографий.
- Эпоха бронзы лесной полосы СССР. Серия «Археология СССР». Том 8 (20). Рыбаков Б. А. (ред.). Москва: Наука, 1987. — 496 с. (один из авторов сборника)[3]
- Латвия в эпоху поздней бронзы и раннего железа. Zinātne. 1967

## Общественная деятельность
Граудонис был одним из основателей и руководителей Латвийского общества охраны природы и памятников (1958—1969).
С 1992 по 1993 год — председатель Рижского латышского общества, инициатор создания Латвийского фонда культуры, Союза учёных.